# 不
不 est un sinogramme composé de 4 traits et fondé sur 一. Il sert de préfixe et exprime l'idée de contraire ou de négation.

## En chinois
En chinois, le hanzi 不 est utilisé pour la négation, c'est un des premiers caractères appris.
- Il se lit généralement bù au 4e ton, mais, suivant un sandhi tonal :
- passe en 2e ton lorsqu'il est suivi d'un caractère au 4e ton.

Par exemple :
不要 (bú yào)
- Il passe également au ton neutre dans les questions de type affirmation-négation.

Par exemple :
好不好 (hǎo bu hǎo)
- Il passe également au ton neutre lorsqu'il est placé entre un verbe et un complément.

Par exemple :
买不起 (mǎi bu qǐ)

## En japonais
En japonais, ce kanji fait partie des kyōiku kanji de 4e année.
Il se lit フ (fu) ou ブ (bu) en lecture on.

### Exemples
- 不利 (furi) : désavantage (利 = avantage, bénéfice)
- 不壊 (fue) : indestructible (壊 = casser, démolir)